# 誰かが、見ている
『誰かが、見ている』（だれかが、みている、英題：Peep Time）は、Amazonプライム・ビデオにて2020年9月18日から配信されている三谷幸喜脚本・演出による配信ドラマ。主演は香取慎吾。
失敗ばかりだがなぜだか憎めない主人公と、その隣人をはじめとした個性豊かな登場人物たちによって巻き起こされる騒動を描いたシチュエーション・コメディ。

## 製作
Amazonプライム・ビデオのプライム会員向けサービスが日本で始まって5周年を迎えることを記念し、三谷幸喜と香取慎吾とのプロジェクトにAmazonが企画から参加し、製作する日本オリジナルドラマシリーズの第1弾として、世界240以上の国・地域に配信されている。
収録はセットの目前に客席を設けて観客を前に演者が演技をする形式で、三谷の「何があっても撮影を止めない」との強いこだわりからほぼノーカットの一発撮りによって撮影が行われた。撮影前には三谷自身が観客の前に立って前説を行い、劇伴音楽は生バンドを入れて演奏させるなど、旧来の撮影方法の枠に留まらない三谷独自の撮影手法によって、演者の熱量に観客の生の笑いを融合させたライブ感溢れる映像が作り出されている。

## あらすじ
埼玉県和光市のとあるマンションに住む粕谷次郎の密かな楽しみは、隣室に暮らす青年・舎人真一の日常を偶然見つけた "壁の穴" からのぞき見することであった。何をやっても失敗ばかりで、いつも新しい仕事を見つけてはすぐにクビになってしまう真一の様子を、次郎は気になって仕方がない。
そんなある日、次郎の娘・あかねがカレンダーで隠していた"壁の穴"の存在に気づいてしまったことで、事態は急転を告げる。次郎と同じく、のぞき見た真一の日常の様子にハマったあかねの思い付きによって、"壁の穴" に仕掛けたWebカメラで真一の日常が動画配信され、世界中の人々を巻き込んだ大騒動へと発展していく。

## 登場人物

### 主要人物
舎人真一
演 - 香取慎吾
本作の主人公。埼玉県和光市のとある豪華マンションの301号室に暮らす青年。
何をやっても失敗ばかりで、新しい仕事を見つけてはすぐにクビになる日々を過ごしている。明るく頑張り屋でどこか憎めない性格。
次郎とあかねにより知らない間に日常が世界中に動画配信され人気を博し、視聴者からトンネルマンと呼ばれるようになる。
粕谷次郎
演 - 佐藤二朗
真一の隣室の302号室の住人。医療機器メーカー勤務。
偶然見つけた "壁の穴" から、隣室の真一の様子をのぞきみることを密かな楽しみとしている。
後に娘のあかねに協力して、真一の日常を世界中に動画配信して一攫千金を狙う。
粕谷あかね
演 - 山本千尋
次郎の娘。大学生。
父と同じく"壁の穴" からのぞく真一の日常の様子にハマってしまい、思い付きで "壁の穴" にWebカメラを設置。勝手に真一の日常を世界中に動画配信して、視聴数を増やし一攫千金を狙う。
粕谷佳子
演 - 長野里美
次郎の妻。あかねの母。
次郎とあかねが真一の日常を世界中に動画配信していることを知らない。
曽我そと子
演 - 宮澤エマ（ep 2,4,5,7,8）
真一の女友達。
ペットショップでバイトすることになったが動物を触ることが出来ない真一から相談を受け、それが切っ掛けで真一と交際することになる。
舎人尚美
演 - 夏木マリ（ep 6,7,8）
真一の母親。
田舎で一人でガソリンスタンドを切り盛りしており、真一に跡を継がせようと画策する。

### ゲスト
- くっきー!（野性爆弾） - 道路工事の交通整理員。
- 西田敏行[5]
- 髙嶋政宏[5]
- 寺島進[5]
- 稲垣吾郎[5] - レッツ大納言 役（日本を代表する演歌歌手）。（ep 5）
- 山谷花純[5]
- 近藤芳正[5]
- 松岡茉優[5]
- 橋本マナミ[5]
- 八嶋智人[5]
- さとうほなみ[5]
- 小日向文世[5]
- 大竹しのぶ[5]
- 新川優愛[5]
- 小池栄子[5]
- 三谷幸喜[5]
- 山寺宏一[5]- 声の出演
- 戸田恵子[5]- 声の出演
- Paolo -  野球選手のR.Bruce役 (ep 5)

## スタッフ
- 脚本・演出 - 三谷幸喜[1]
- 企画：飯島三智
- プロデューサー - 佐藤満、稲垣護
- 脚本協力：川崎良、ガクカワサキ
- 音楽：GENTLE FOREST JAZZ BAND
- 主題歌：GENTLE FOREST JAZZ BAND「逢いたいボタン」（NOT SO BAD Records）[6]
- 制作プロダクション - ギークサイト、ギークピクチュアズ

## 配信日程
Amazon Prime Videoでプライム会員向けに全世界240カ国以上に独占配信された。
シーズン1
| 配信回      | 配信日  | サブタイトル     | 配信時間 |
| ----------- | ------- | ---------------- | -------- |
| エピソード1 | 9月18日 | アンラッキーデイ | 31分     |
| エピソード2 | 9月18日 | 逃亡者           | 31分     |
| エピソード3 | 9月18日 | 面接の日         | 25分     |
| エピソード4 | 9月18日 | 手紙             | 36分     |
| エピソード5 | 9月18日 | スター誕生       | 33分     |
| エピソード6 | 9月18日 | 母、来たる       | 32分     |
| エピソード7 | 9月18日 | 理想の女性       | 34分     |
| エピソード8 | 9月18日 | はじまりのおわり | 32分     |